# Джабале, Джон Марк
Джон Марк Джабале (англ. John Mark Jabalé OSB; 16 октября 1933, Александрия, Египет — 9 мая 2025, аббатство Белмонт, Западный Мидленд) — католический прелат, епископ Меневии с 12 июня 2001 по 16 октября 2008 года, член монашеского ордена бенедиктинцев.

## Биография
Джон Марк Джабале родился 16 октября 1933 года. 29 сентября 1953 года вступил в монашеский орден бенедиктинцев. 13 июля 1958 года был рукоположён в священника.
7 ноября 2000 года Римский папа Иоанн Павел II назначил Джона Марка Джабале вспомогательным епископом епархии Меневии. 7 декабря 2000 года Джабале был рукоположён в епископа. 12 июня 2001 года был назначен ординарием епархии Меневии.
16 октября 2008 года ушёл на пенсию.
Умер 9 мая 2025 года в аббатстве Белмонт, графство Херефордшир, в возрасте 91 года.